# Krakės
Krakės (ryska: Кракес) är en ort i Litauen. Den ligger i den centrala delen av landet, 130 km nordväst om huvudstaden Vilnius. Krakės ligger 79 meter över havet och antalet invånare är 991.
Terrängen runt Krakės är platt. Runt Krakės är det ganska glesbefolkat, med 42 invånare per kvadratkilometer. Närmaste större samhälle är Kėdainiai, 19,6 km sydost om Krakės. Trakten runt Krakės består till största delen av jordbruksmark.